# Tiverton (Rhode Island)
Tiverton es un pueblo ubicado en el condado de Newport en el estado estadounidense de Rhode Island. En el año 2000 tenía una población de 15,260 habitantes y una densidad poblacional de 200.7 personas por km².

## Geografía
Tiverton se encuentra ubicado en las coordenadas 42°37′N 71°11′O / 42.617, -71.183. Según la Oficina del Censo, la ciudad tiene un área total de 94,1 km² (36,3 mi²), de la cual 76 km² (29,3 mi²) es tierra y 18 km² (6,9 mi²) (60.86%) es agua.

## Demografía
Según la Oficina del Censo en 2000 los ingresos medios por hogar en la localidad eran de $49,977, y los ingresos medios por familia eran $58,917. Los hombres tenían unos ingresos medios de $41,042 frente a los $29,217 para las mujeres. La renta per cápita para la localidad era de $22,866. Alrededor del 4.5% de la población estaban por debajo del umbral de pobreza.

## Ciudades Hermanadas
- Nuuk, Groenlandia